# Río Toro (Costa Rica)
Der Río Toro ist ein Fluss in Costa Rica. 
Er wird touristisch für Rafting-Touren genutzt. Es existieren zwei Wasserkraftwerke am Fluss. Der Mittellauf mit seinen Zedrelen der Art Cedrela tonduzii (vgl. Cedrela odorata) und Eichen steht unter Naturschutz.